# 理数系専門塾エルカミノ
理数系専門塾エルカミノ（りすうけいせんもんじゅくエルカミノ）は、軸足を算数（数学）に置いた指導を行う日本の学習塾である。

## 概要
2006年に開塾、当初は個別指導を行っていたが、生徒数の増加に伴い、2008年より集団授業に変更した。
小学校1年から高校生までを対象としており、灘中学校や御三家などの難関中学校合格者を多く輩出している。2012年9月現在の塾生は約300人。
「すべての事象を論理的に捉えることができ、必要に応じて主観的にも客観的にも考察できる人間を育てること」を理念として掲げている。2012年より、算数で「飛び級」制度を取り入れる。代表取締役は村上綾一。
受験指導だけでなく、算数オリンピック、数学オリンピックに向けた指導も行っている

## 沿革
- 2006年 目白本校 開校
- 2007年 小学部･中学部 開講
- 2008年 中学受験コース･附属進学コース･大学受験コース 開講
- 2009年 本郷三丁目校 開校
- 2010年 自由が丘校 開校
- 2011年 吉祥寺校 開校
- 2012年 たまプラーザ校 開校
- 2013年 豊洲校 開校
- 2014年 成城学園前校 開校
- 2015年 武蔵小杉校 開校

## 授業形態

### 小学部
- 算数オリンピック講座（小2～小6）
- 中学受験コース
- 附属進学コース
- 個別指導
- 御三家講座（個別指導）・筑駒講座（個別指導）
- 筑駒算数講座（小6）
- 低学年教育（小1～小3）

### 中学部高等部
- 数学オリンピック講座
- 高3理系数学，高3英語
- 高2理系数学，高2英語
- 数学演習，英語演習

### その他
- ルービックキューブ教室
- 科学体験学習
- 天文教室

この他、春期・夏期・冬期集中ゼミ、GW・正月スペシャルゼミなど独自のカリキュラムあり。塾生以外の受講も可能。

## 校舎一覧
- 目白本校
- 本郷三丁目校
- 吉祥寺校
- たまプラーザ校
- 自由が丘校
- 豊洲校
- 成城学園前校
- 武蔵小杉校